# Abel Wolman
Abel Wolman (Baltimore, 10 de junho de 1892 – 22 de fevereiro de 1989) foi um engenheiro estadunidense.